# Nya Pressen
Nya Pressen (NP) var en svenskspråkig dagstidning som utkom först mellan åren 1883 och 1900, och sedan mellan 1906 och 1974  i Helsingfors i Finland. Tidningens grundare och förste chefredaktör var Axel Lille.

## Historik
Den 30 november 1882 kom det första provexemplaret av tidningen ut, och det första egentliga numret av tidningen kom ut strax efter årsskiftet 1882/1883. Under sitt första år uppgick tidningens upplaga till drygt 1 500 exemplar och nådde 1888 en upplaga av 4 500 exemplar. Tidningens första ägare var tryckeribolaget Tidnings- och Tryckeriaktiebolaget i Helsingfors. Vid starten utkom Nya Pressen sju gånger i veckan.
Under slutet av 1890-talet tilltog det ryska förtrycket mot Finland och tidningen drabbades mycket hårt av censuren. Tidningen slog dövörat till och värnade konsekvent om Finlands konstitution. Kejsardömet Rysslands generalguvernör i Storfurstendömet Finland, Nikolaj Bobrikov förbjöd tidningen till slut. Tidningen tvingades upphöra vid månadsskiftet juni/juli 1900. Först efter sex års uppehåll återuppstod tidningen 1906. År 1909 togs tidningen över av ett nybildat aktiebolag Ab Nya Pressen, med Hufvudstadsbladets  dåvarande ägare A. R. Frenckell som främste intressent. 
Tidningen var mellan åren 1883 och 1900 en morgontidning. Efter 1906 var den en kvällstidning.  
Under årens lopp utkom tidningen under tre olika namn. År 1914 slogs Nya Pressen ihop med Dagens Tidning till Dagens Press.  År 1922 ändrades namnet efter sammanslagning med Svenska Tidningen till Svenska Pressen och 1944 återtogs det gamla namnet Nya Pressen.
På grund av vikande upplaga fattades i december 1973 beslutet att lägga ner tidningen. Det sista numret gavs ut den 28 februari 1974. En stor del av redaktionen gick över till Finlands största svenskspråkiga dagstidning, Hufvudstadsbladet.

## Chefredaktörer i urval
| Axel Lille           | 1883 – 1917 |
| Axel Grönvik         | 1945 – 1966 |
| Henrik von Bonsdorff | 1966 – 1974 |